# Nhà thờ thánh Lambert, Rosmalen

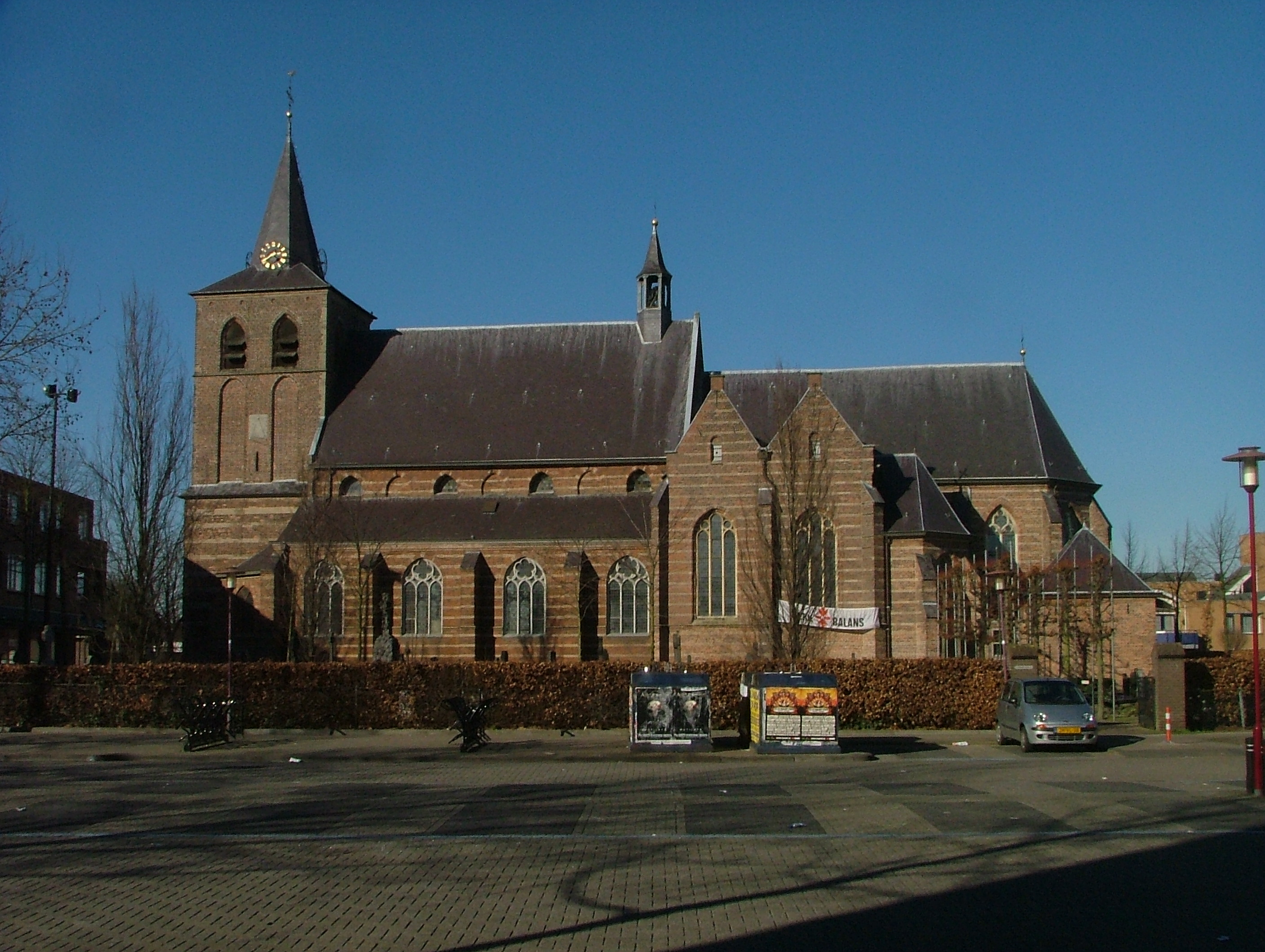
Nhà thờ thánh Lambert.

Nhà thờ thánh Lambert (Tiếng Hà Lan: Sint-Lambertuskerk) là một nhà thờ thuộc Rosmalen, phía Nam Hà Lan. Tên của nhà thờ được đặt theo Lambertus van Maastricht, giám mục Maastricht vào thế kỷ 8.
Nhà thờ thánh Lambert đầu tiên bằng gỗ xuất hiện vào năm 1300. Tới 1430, nhà thờ được xây lại bằng đá Tuff, một chất liệu phổ biến thời kỳ này và có được hình dáng như ngày nay. Sau 1629, nhà thờ thánh Lambert trở thành một nhà thờ Tin Lành. Sau đó, nó còn được sử dụng cho cơ quan hành chính thị xã và nhà lao. Đến 1823 nhà thờ thánh Lambert trở thành nhà thờ Công giáo.